# زخريا أبو فحيلة
زخريا أبو فحيلة (1885-1951) هو مصوّر فلسطيني ولد في بيت لحم. يُنسب له أول صور لحفلات الزفاف في بيت لحم عام 1900. فتح أول دكان له في مدينة القدس ولكن بسبب نكبة عام 1948 نقله إلى مسقط رأسه بيت لحم، وأسس أول استوديو خاص به "ستوديو أبو فحيلة" في ساحة المهد عام 1907.
توفي زخريا في العام 1951 في كولومبيا.

## حياته
تزوج زخريا أبو فحيلة من جميلة الياس الجبرية وأنجب منها ستة من الأبناء والبنات. وكانت أول رسمة له هي لوحة لعائلة الدبدوب موقعة منه في عام 1900 مرسومة على صورة مأخوذة في استوديو خليل رعد بالقدس، وأيضاً لوحة ليعقوب إبراهيم الأعمى.
قام زخريا بتأسيس استوديو أبو فحيلة في ساحة المهد عام 1907، داخل نفس الدكان الذي ضم محل عمه يعقوب لبيع البضائع، ويظهر المحل في صورة لساحة المهد يعود تاريخها إلى ما بعد عام 1905. وكان اسم المحل " يعقوب أبو فحيلة ". وساعده موقع الاستوديو الموجود بساحة كنيسة المهد بأن يصبح زخريا مصور الأعراس الأول للعائلات في مدينة بيت لحم، ومن الأمثلة على ذلك صورة زفاف عبد الأحد إبراهيم الأعمى (22 أيلول 1907) وتعد من أوائل صور الزفاف المأخوذة في بيت لحم وأيضاً صورة زفاف عائلة جاسر وعائلة الدبدوب في العام 1910.
كانت هناك علاقة صداقة وطيدة بين المصور خليل رعد وزخريا أبو فحيلة، وذلك لأن زخريا كان قد ابتدأ حياته المهنية والفنية بالرسم فوق صور أُخذت من قبل خليل رعد، مما يشير إلى أن زخريا قد يكون أحد تلاميذ خليل رعد. في ستينات القرن الماضي هُدم أستوديو أبو فحيلة في ساحة المهد مع بنايات أخرى وذلك لتوسيع الساحة، ولم يبق أحد من عائلته في بيت لحم.